# Neoregelia
Genre
Classification phylogénétique
Neoregelia est un genre de plantes de la famille des Bromeliaceae.
Il regroupe un certain nombre de Bromeliaceae de la région de Bahia au Brésil.
Il doit son nom à Eduard August von Regel qui était directeur des jardins botaniques de Russie.
Ce genre est très cultivé pour les couleurs de son feuillage. Il en existe plus de 5 000 cultivars.

## Espèces
- Neoregelia abendrothae L.B. Smith
- Neoregelia amandae W. Weber
- Neoregelia ampullacea (E. Morren) L.B. Smith
- Neoregelia angustibracteolata E. Pereira & Leme
- Neoregelia angustifolia E. Pereira
- Neoregelia atroviridifolia W. Weber & Röth
- Neoregelia azevedoi Leme
- Neoregelia bahiana (Ule) L.B. Smith
- Neoregelia binotii (Antoine) L.B. Smith
- Neoregelia bragarum (E. Pereira & L.B. Smith) Leme
- Neoregelia brevifolia L.B. Smith & Reitz
- Neoregelia brigadeirensis Paula & Leme
- Neoregelia brownii Leme
- Neoregelia burle-marxii R.W. Read
  - ssp. meeana R.W. Read
- Neoregelia camorimiana E. Pereira & I.A. Penna
- Neoregelia capixaba E. Pereira & Leme
- Neoregelia carcharodon (Baker) L.B. Smith
  - var. atroviolacea Reitz
- Neoregelia carinata Leme
- Neoregelia carolinae (Beer) L.B. Smith
  - var. carolinae
    - forma tricolor (M.B. Foster) M.B. Foster ex L.B. Smith
- Neoregelia cathcartii C.F. Reed & R.W. Read
- Neoregelia chlorosticta (Baker) L.B. Smith
- Neoregelia coimbrae E. Pereira & Leme
- Neoregelia compacta (Mez) L.B. Smith
- Neoregelia concentrica (Vellozo) L.B. Smith
- Neoregelia coriacea (Antoine) L.B. Smith
- Neoregelia correia-araujoi E. Pereira & I.A. Penna
- Neoregelia crispata Leme
- Neoregelia cruenta (Graham) L.B. Smith
- Neoregelia cyanea (Beer) L.B. Smith
- Neoregelia diversifolia E. Pereira
- Neoregelia doeringiana L.B. Smith
- Neoregelia dungsiana E. Pereira
- Neoregelia eleutheropetala (Ule) L.B. Smith
  - var. bicolor L.B. Smith
- Neoregelia eltoniana W. Weber
- Neoregelia farinosa (Ule) L.B. Smith
- Neoregelia fluminensis L.B. Smith
- Neoregelia fosteriana L.B. Smith
- Neoregelia gavionensis Martinelli & Leme
- Neoregelia gigas Leme & L. Kollmann
- Neoregelia guttata Leme
- Neoregelia hoehneana L.B. Smith
- Neoregelia ibitipocensis (Leme) Leme
- Neoregelia indecora (Mez) L.B. Smith
- Neoregelia inexspectata Leme
- Neoregelia johannis (Carrière) L.B. Smith
- Neoregelia johnsoniae H. Luther
- Neoregelia kautskyi E. Pereira
- Neoregelia kerryi Leme
- Neoregelia kuhlmannii L.B. Smith
- Neoregelia lactea H. Luther & Leme
- Neoregelia laevis (Mez) L.B. Smith
  - var. laevis
    - forma maculata H. Luther
- Neoregelia leprosa L.B. Smith
- Neoregelia leucophoea (Baker) L.B. Smith
- Neoregelia leviana L.B. Smith
- Neoregelia lilliputiana E. Pereira
- Neoregelia lillyae W. Weber
  - var. acuminata W. Weber
- Neoregelia longipedicellata Leme
- Neoregelia longisepala E. Pereira & I.A. Penna
- Neoregelia lymaniana R. Braga & Sucre
- Neoregelia macahensis (Ule) L.B. Smith
- Neoregelia macrosepala L.B. Smith
- Neoregelia maculata L.B. Smith
- Neoregelia macwilliamsii L.B. Smith
- Neoregelia magdalenae L.B. Smith & Reitz
  - var. teresae L.B. Smith & Reitz
- Neoregelia margaretae L.B. Smith
- Neoregelia marmorata (Baker) L.B. Smith
- Neoregelia martinellii W. Weber
- Neoregelia melanodonta L.B. Smith
- Neoregelia menescalii Leme
- Neoregelia mooreana L.B. Smith
- Neoregelia mucugensis Leme
- Neoregelia myrmecophila (Ule ex G. Karsten & H. Schenk) L.B. Smith
- Neoregelia nevaresii Leme & H. Luther
- Neoregelia nivea Leme
- Neoregelia odorata Leme
- Neoregelia olens (Hooker f.) L.B. Smith
- Neoregelia oligantha L.B. Smith
- Neoregelia pascoaliana L.B. Smith
- Neoregelia pauciflora L.B. Smith
- Neoregelia paulistana E. Pereira
- Neoregelia pendula L.B. Smith
  - var. brevifolia L.B. Smith
- Neoregelia pernambucana Leme & J.A. Siqueira
- Neoregelia petropolitana Leme
- Neoregelia pineliana (Lemaire) L.B. Smith
  - var. phyllanthidea (Morren) L.B. Smith
- Neoregelia pontualii Leme
- Neoregelia princeps (Baker) L.B. Smith
  - var. phyllanthidea (Mez) L.B. Smith
- Neoregelia punctatissima (Ruschi) Ruschi
- Neoregelia richteri W. Weber
- Neoregelia roethii W. Weber
- Neoregelia rosea L.B. Smith
- Neoregelia rubrifolia Ruschi
- Neoregelia rubrovittata Leme
- Neoregelia ruschii Leme & B.R. Silva
- Neoregelia sanguinea Leme
- Neoregelia sapiatibensis E. Pereira & I.A. Penna
- Neoregelia sarmentosa (Regel) L.B. Smith
- Neoregelia schubertii Röth
- Neoregelia seideliana L.B. Smith & Reitz
- Neoregelia silvomontana Leme & J.A. Siqueira
- Neoregelia simulans L.B. Smith
- Neoregelia smithii W. Weber
- Neoregelia spectabilis (T. Moore) L.B. Smith
- Neoregelia stolonifera L.B. Smith
- Neoregelia tarapotoensis Rauh
- Neoregelia tenebrosa Leme
- Neoregelia tigrina (Ruschi) Ruschi
- Neoregelia tristis (Beer) L.B. Smith
- Neoregelia uleana L.B. Smith
- Neoregelia wilsoniana M.B. Foster
- Neoregelia wurdackii L.B. Smith
- Neoregelia zaslawskyi E. Pereira & Leme
- Neoregelia zonata L.B. Smith